# Rivadavia megye (Santiago del Estero)
Rivadavia egy megye Argentína északi részén, Santiago del Estero tartományban. Székhelye Selva.

## Népesség
A megye népessége a közelmúltban a következőképpen változott:
| Év   | Lakosság |
| ---- | -------- |
| 2001 | 4902     |
| 2010 | 5015     |